# نحل العسل الهيمالايا
نحلة الهيمالايا (بالإنجليزية: Himalayan giant honey bee) أكبر نحل للعسل في العالم؛ يمكن أن يصل طول البالغين إلى 3. 0 سم (1.2 بوصة).  قبل عام 1980، كان يُنظر إلى نحل الهيمالايا على أنه نوع فرعي من Apis dorsata على نطاق واسع، نحلة العسل العملاقة، لكن في عام 1980 ولمدة 20 عامًا تقريبًا، ارتقى إلى رتبة نوع منفصل. تم تصنيفها الآن مرة أخرى كنوع فرعي. وهي تتكيف بشكل كبير مع موائل المرتفعات في السلوك، ومن الواضح أنه كان هناك القليل من تدفق الجينات بينها وبين الأراضي المنخفضة. نحلة الهيمالايا منذ ملايين السنين؛ يعتبر البعض هذا الدليل على أنه ينبغي تصنيفه كنوع (Arias & Sheppard 2005).